# Inga rondonii
Inga rondonii är en ärtväxtart som beskrevs av Frederico Carlos Hoehne. Inga rondonii ingår i släktet Inga och familjen ärtväxter. Inga underarter finns listade i Catalogue of Life.